# Cherbezatina pinguis
Cherbezatina pinguis är en skalbaggsart som beskrevs av Leon Fairmaire 1899. Cherbezatina pinguis ingår i släktet Cherbezatina och familjen Melolonthidae. Inga underarter finns listade i Catalogue of Life.